# سیدنی کملاگر-داو
سیدنی کای کاملاگر-دوو (‎/ˌkæmlɑːɡər-ˈdʌv/‎ KAM-lah-gər--DUV؛ زاده ۲۰ ژوئیه ۱۹۷۲) یک سیاستمدار آمریکایی است که به عنوان نماینده ایالات متحده برای ناحیه سی و هفتم کالیفرنیا خدمت می‌کند. او که یک دموکرات بود، قبلاً در سنای ایالتی کالیفرنیا به نمایندگی از ناحیه ۳۰ خدمت می‌کرد. او همچنین در مجلس ایالتی کالیفرنیا و به عنوان معتمد در ناحیه کالج جامعه لس آنجلس خدمت کرده است.
سیدنی کملاگر-دوو در شیکاگو، ایلینوی به دنیا آمد. او در دانشگاه کالیفرنیای جنوبی در لس آنجلس تحصیل کرد و در آنجا لیسانس هنر در علوم سیاسی گرفت. او مدرک کارشناسی ارشد خود را در مدیریت هنر از کالج هاینز در دانشگاه کارنگی ملون دریافت کرد. مادر او شریل لین بروس بازیگر و ناپدری او هنرمند کری جیمز مارشال است.